# 上山仔天主堂
上山仔天主堂，位于中国广东省揭阳市揭西县上砂镇上山仔村，为揭西县的一个县级文物保护单位，类型为近现代重要史迹及代表性建筑，公布时间为1990年。
上山仔天主堂的历史年代为清代。